# Rivière Jupiter
Rivière Jupiter är ett vattendrag i Kanada.   Det ligger i provinsen Québec, i den östra delen av landet, 1 000 km öster om huvudstaden Ottawa.
I omgivningarna runt Rivière Jupiter växer i huvudsak barrskog. Trakten runt Rivière Jupiter är nära nog obefolkad, med mindre än två invånare per kvadratkilometer.